# 유경 (육안공왕)
육안공왕 유경(六安共王 劉慶, ? ~ 기원전 84년)은 중국 전한의 제후왕으로, 초대 육안왕이다. 교동강왕 유기의 막내아들이다.
어머니가 아버지의 사랑을 받았기 때문에, 아버지는 태자인 형 유현 대신에 유경을 태자로 삼고 싶어했다. 그러나 이미 회남왕 유안의 모반 사건에서 죄를 지은 아버지가 감히 계승 순서를 어기지 못했고, 결국 후사가 정해지지 않은 상태에서 교동강왕 28년(기원전 121년)에 아버지가 죽었다. 무제는 전말을 알자, 유현에게 교동왕을 계승하게 하고, 유경에게는 이해 7월에 예전 유사의 모반으로 인해 폐지된 형산나라 땅으로 육안나라를 만들어 주어 왕노릇 하게 했다. 서울은 고진(故陳)에 두었다. 육안공왕 38년(기원전 84년)에 죽어 아들 육안이왕이 육안왕을 이었다.

## 가계
- 교동강왕 유기
  - 육안공왕 유경
    - 육안이왕 유록
    - 송자대후 유패